# Параподии

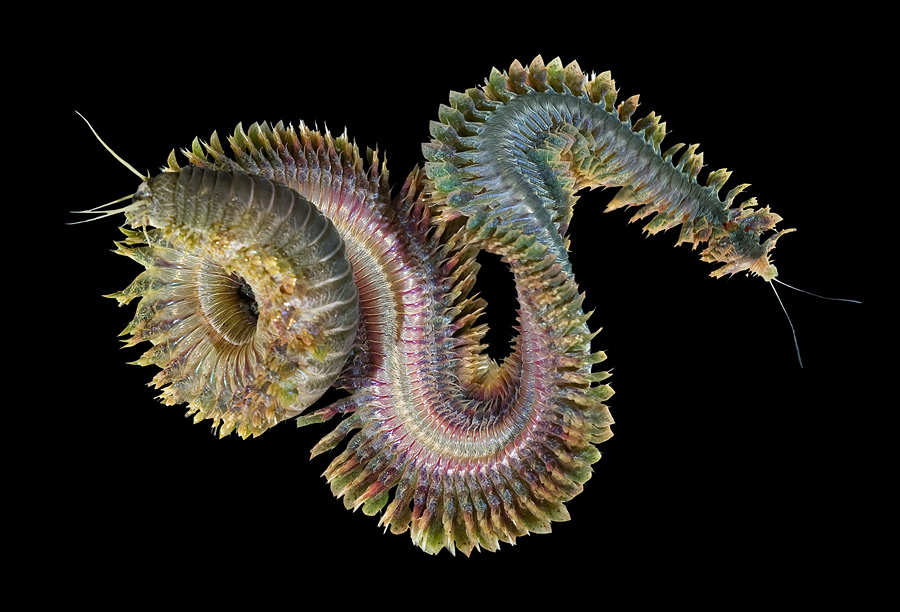
Эпитокная (эпигамная) форма Nereis virens. Гребная поверхность увеличена плавничками и более крупными плавательными щетинками.

Парапо́дии (от греч. pará — «возле» и pódion — «ножка») — мускулистые выросты на теле многощетинковых червей, расположенные попарно на каждом сегменте туловища и необходимые главным образом в качестве органов движения. 
Обычно параподии состоят из двух ветвей: брюшной и спинной, каждая из которых снабжена пучком щетинок и осязательным усиком, который иногда превращается в жабру.
У малощетинковых червей параподии отсутствуют.
Параподиями также называются большие, подобные крыльям, плавательные лопасти, развивающиеся из боковых частей ноги некоторых брюхоногих моллюсков, в частности, у представителей отряда крылоногих.